# Herbert Brenon
Herbert Brenon (Dublin, 13 januari 1880 - Los Angeles, 21 juni 1958) was een Iers filmregisseur. Gedurende de eerste jaren van de 20e eeuw emigreerde hij naar de Verenigde Staten waar hij acteur was voor enkele theaterstukken. In zijn eerste film als regisseur, All for Her in 1912, vertolkte hij ook zelf een rol. In 1928 werd Brenon genomineerd voor de Academy Award voor Beste Regisseur voor zijn film Sorrell and Son.
Brenon overleed op 21 juni 1958 en ligt begraven in een mausoleum op Woodlawn Cemetery.

## Filmografie (selectie)
- Dr. Jekyll and Mr. Hyde (1913)
- The Spanish Dancer (1923)
- Peter Pan (1924)
- A Kiss for Cinderella (1925)
- The Street of Forgotten Men (1925)
- Beau Geste (1926)
- The Great Gatsby (1926)
- Sorrell and Son (1927)
- Laugh, Clown, Laugh (1928)
- Someone at the Door (1936)
- The Dominant Sex (1937)
- Housemaster (1938)

- Biblioteca Nacional de España: XX4830570
- Bibliothèque nationale de France: cb14653400m (data)
- Gemeinsame Normdatei: 123048028
- International Standard Name Identifier: 0000 0000 7141 0921
- Library of Congress Control Number: n88093958
- SNAC: w6838cv4
- Système universitaire de documentation: 195046560
- Virtual International Authority File: 56871367
- WorldCat: E39PBJtGW8RPDGQhRRhCJxyrv3